# Сан Джермано Кизоне
Сан Джерма̀но Кизо̀не (на италиански: San Germano Chisone; на пиемонтски: San German Chison, Сан Джерман Кизон, на окситански: Sant German, Сан Джерман) е село и община в Метрополен град Торино, регион Пиемонт, Северна Италия. Разположено е на 488 m надморска височина. Към 1 януари 2020 г. населението на общината е 1747 души, от които 81 са чужди граждани.